# Выбор короля
«Выбор короля» (норв. Kongens nei) — норвежско-ирландский военно-исторический фильм, снятый Эриком Поппе. Премьера ленты состоялась 23 сентября 2016 года на кинофестивале в Осло. Фильм рассказывает о событиях в Норвегии в апреле 1940 года, когда король Хокон VII отверг немецкий ультиматум о капитуляции и признании коллаборационистского правительства Видкуна Квислинга.
Фильм был выдвинут Норвегией на премию «Оскар» за лучший фильм на иностранном языке.

## Сюжет
Фильм рассказывает о короле Хоконе VII и норвежской королевской семье в дни до и сразу после вторжения Германии в Норвегию в апреле 1940 года.
8 апреля 1940 года кронпринц Улаф сообщает своему отцу, королю Хокону VII, что на затонувшем ранее в тот день транспортном корабле у Лиллесанна были немецкие солдаты, и выражает обеспокоенность тем, что правительство премьер-министра Йохана Нюгорсволда сохраняет нейтралитет Норвегии перед лицом немецкой агрессии. В посольстве Германии в Осло военный атташе подполковник Хартвиг Полман поручил послу Германии Курту Бройеру призвать правительство Норвегии пустить немецкие войска в страну под предлогом защиты Норвегии от британского вторжения. Рано утром следующего дня Бройер обращается с этим предложением к министру иностранных дел Хальвдану Куту; посоветовавшись с кабинетом министров, Кут отказывается, заявляя, что Норвегия является суверенной нацией.
Тем временем в крепости Оскарсборг близ Дрёбака полковник Биргер Эриксен готовит свой немногочисленный и неопытный гарнизон к бою, получая сообщения от отдаленных крепостей о прибывающих немецких кораблях. Рано утром 9 апреля Эриксен замечает немецкий крейсер «Блюхер», заходящий в пролив Дрёбак. Несмотря на то, что из Осло не поступало никаких инструкций по поводу вступления в бой, Эриксен считает, что немецкий корабль враждебен, и приказывает стрелять, орудия и торпедная батарея крепости топят «Блюхера». Премьер-министр Нюгорсвольд звонит королю, информируя его о готовящемся вторжении, и советует ему бежать из Осло. Королевская семья садится на поезд в Хамар, где норвежский парламент собирается для обсуждения переговоров с Германией. Бройер встречается с начальником полиции Осло Кристианом Вельхавном, его посредником в норвежском кабинете министров, чтобы заверить их в своем желании вести переговоры; в то же время Полман получает приказы из Берлина направить десантников в Хамар для захвата короля и кабинета. Лидер «Национального единения» Видкун Квислинг провозглашает себя премьер-министром по национальному радио и призывает норвежский народ принять немецкие оккупационные силы. Бройер получает указание от самого Гитлера идти прямо к королю и убедить его признать правительство Квислинга, хотя Бройер убеждён, что ни Хокон, ни кабинет не примут этого.
Из-за продвижения немецких войск к Хамару королевская семья и кабинет перемещаются в Эльверум, где принимают решение отправить жену и троих детей Улафа в Швецию, в то время как король и наследный принц остаются в стране. Сразу после полуночи 10 апреля немецкие десантники нападают на контрольно-пропускной пункт в Мидтскогене, норвежские добровольцы отбивают их атаку. Кабинет министров в Нюбергсунде обсуждает просьбу Бройера о встрече с королем наедине для обсуждения прекращения военных действий. Несмотря на возражения Олава и опасения за безопасность его отца, Хокон соглашается встретиться с Бройером в Эльверуме. Бройер призывает Хокона последовать примеру своего старшего брата, короля Дании Кристиана, и капитулировать без дальнейшего сопротивления. Хокон передаёт немецкие требования кабинету министров и заявляет, что не может принять Квислинга в качестве премьер-министра и что отречётся от престола, если кабинет считает иначе. Вдохновлённый решением короля, кабинет информирует Бройера об отказе. В ответ немецкие самолёты бомбят Эльверум и Нюбергсунд, вынуждая Хокона и кабинет бежать в лес.
В результате король, наследный принц и кабинет сбегают в Великобританию, где они остаются до конца войны. В мае 1945 года, после капитуляции Германии, Хокон воссоединяется со своим внуком принцем Харальдом в Лондоне, после чего королевская семья возвращается в Норвегию.

## В ролях
| Актёр                    | Роль                                            |
| ------------------------ | ----------------------------------------------- |
| Йеспер Кристенсен        | Хокон VII король Норвегии                       |
| Андерс Босмо Кристиансен | Улаф кронпринц Норвегии                         |
| Тува Новотны             | Марта Шведская кронпринцесса Норвегии           |
| Карл Марковиц            | Курт Бройер германский посланник в Норвегии     |
| Катарина Шюттлер         | Аннелизе Бройер                                 |
| Магнус Китил Добб        | Харальд принц Норвегии                          |
| Софи Фалькгор            | Рагнхильда принцесса Норвегии                   |
| Геральд Петтерсен        | Йохан Нюгорсвольд премьер-министр Норвегии      |
| Кетил Хёгх               | Хальвдан Кут министр иностранных дел Норвегии   |
| Ян Фростад               | Карл Йоаким Хамбро президент стортинга Норвегии |
| Андре Солвик             | Эрих Вальтер германский военачальник            |

## Награды и номинации
- 2017 — 8 премий «Аманда»: лучший фильм (Финн Йердрум, Стейн Б. Кваэ), лучший сценарий (Харальд Розенлёв-Ээг, Ян Трюгве Рёйнеланд), лучший актёр второго плана (Карл Марковиц), лучшая работа художника-постановщика (Петер Бэвман), лучший монтаж (Эйнар Эгеланн), лучшая музыка (Йохан Сёдерквист), лучшие визуальные эффекты (Арне Каупанг), лучшая обработка звука (Кристиан Сконнинг). Кроме того, лента получила 4 номинации: лучшая режиссура (Эрик Поппе), лучший актёр (Йеспер Кристенсен), лучший актёр второго плана (Андерс Босмо Кристиансен), лучшая операторская работа (Йон Кристиан Розенлунн).
- 2017 — 4 приза кинофестиваля «Косморама» в Тронхейме: лучший продюсер (Финн Йердрум, Стейн Б. Кваэ), лучший оригинальный сценарий (Харальд Розенлёв-Ээг, Ян Трюгве Рёйнеланд), лучший актёр (Йеспер Кристенсен), лучшая операторская работа (Йон Кристиан Розенлунн). Кроме того, лента получила 3 номинации: лучшая режиссура (Эрик Поппе), лучший монтаж (Эйнар Эгеланн), лучшая обработка звука (Кристиан Сконнинг).
- 2017 — номинация на приз зрительских симпатий Эдинбургского кинофестиваля.
- 2017 — участие в конкурсной программе кинофестиваля в Сиэтле.